# Mellicta espunaensis
Mellicta espunaensis är en fjärilsart som beskrevs av Korb 1915. Mellicta espunaensis ingår i släktet Mellicta och familjen praktfjärilar. Inga underarter finns listade i Catalogue of Life.